# Jamais nous
Singles de Elsa
À la même heure dans deux ans
(avril 1989) Mon cadeau
(février 1990)
Pistes de Elsa
Jour de neige Quelque chose dans mon cœur
Jamais nous est une chanson interprétée par Elsa avec la participation de Laurent Voulzy. La chanson est sortie en juin 1989, puis en septembre 1989 dans une version remixée, comme le 5e extrait de l'album Elsa.
La chanson est devenue un succès en France, atteignant la dixième place du Top 50, ce qui a permis à Elsa d'établir à l'époque le record du plus grand nombre de singles du même album à atteindre le top 10 du classement français.

## Histoire
Elle est écrite par Didier Barbelivien sur une musique composée par Vincent-Marie Bouvot et Georges Lunghini. Lors de l'enregistrement de l'album, Laurent Voulzy traîne dans les couloirs de BMG, maison de disques d'Elsa également, où il enregistre Le soleil donne. Une pause dans son enregistrement et il vient « donner de son cœur » à cette chanson.
La chanson est d'abord parue sur le premier album de la chanteuse, Elsa, sorti en 1988. Le succès de l'album aidant, Jamais nous sort également sur les ondes à la rentrée de 1989. En juin 1989, la version de l'album sort en 45 tours. En septembre 1989, elle sort dans une version remixée.
Une version en espagnol, intitulée Dos bichos raros, est également enregistrée par Elsa, sans la participation Laurent Voulzy. Cette version et sa version originale sont incluses dans la compilation Elsa, l'essentiel 1986-1993 sortie en 1997.
Elsa l'interprète lors de tous ses concerts publics. C'est la seule chanson du premier album qu'elle chante encore lors de prestations télévisées, car la chanteuse déclare dans des interviews, notamment dans Thé ou café en 2008 ou encore On n'est pas couché, la même année, à propos des autres chansons des trois premiers albums qu'elles ne lui correspondent plus[réf. nécessaire]. Jamais nous a donc une place à part. La chanson apparaît aussi sur l'album live de 2006, Connexion Live.

## Vidéo-clip
Le clip a été tourné dans les studios de cinéma d'Arpajon par Maxime Ruiz. Laurent Voulzy y fait de la figuration. Elsa évolue dans un univers de voiles blancs, toute vêtue de noir tandis que Laurent est à la guitare.

## Réception
Dans une critique de Jamais nous parue dans le magazine paneuropéen Music & Media : « La starlette française à la voix douce fait briller une ballade douce et fragile. À classer dans la catégorie « Lolita-pop » ».
Le single connaîtra un vif succès en France, atteignant la 10e place du Top 50 et restant dans ce même hit parade pendant 18 semaines.

## Supports commerce
| A. | Jamais nous                   | 3:50 |
| B. | À la même heure dans deux ans | 3:30 |

| A. | Jamais nous (remix) | 3:50 |
| B. | Nostalgie-Cinéma    | 2:50 |

| A.  | Jamais nous (remix)                 | 3:50 |
| B1. | Nostalgie-Cinéma                    | 2:50 |
| B1. | Jamais nous (version instrumentale) | 4:00 |

| A.  | Jamais nous                   | 3:50 |
| B1. | Jour de neige                 | 4:50 |
| B1. | À la même heure dans deux ans | 3:30 |
| B2. | Jimmy voyage                  | 4:20 |

| 1.  | Jamais nous (remix)                 | 3:50 |
| 2.  | Nostalgie-Cinéma                    | 2:50 |
| B1. | Jamais nous (version instrumentale) | 4:00 |

## Crédits
- Elsa Lunghini – chant
- Laurent Voulzy – chœurs
- Didier Barbelivien – paroles
- Georges Lunghini – musique, réalisation, photographie
- Bernard Paganotti – basse
- Jannick Top – basse
- Claude Salmieri – batterie
- Yves Sanna – batterie
- Raymond Donnez – claviers, arrangements
- Vincent-Marie Bouvot – claviers, réalisation
- Kamil Rustam – guitare
- Michel Gaucher – saxophone
- Bruno Lambert – mixage
- Jean-Phillippe Aviance – remix

Crédits adaptés du livret de l'album.

## Classements et certifications
| Classement (1989–90)          | Meilleure position |
| ----------------------------- | ------------------ |
| Europe (Eurochart Hot 100)    | 41                 |
| France (SNEP)                 | 10                 |
| Québec (Palmarès francophone) | 15                 |

| Classement (1989) | Position |
| ----------------- | -------- |
| France (SNEP)     | 58       |

### Certification
| Pays                           | Certification | Ventes certifiées |
| ------------------------------ | ------------- | ----------------- |
| France (SNEP)                  | Argent        | 200 000*          |
| *Ventes selon la certification |               |                   |